# 都留風パスタ
都留風パスタ（つるふうパスタ）は、山梨県都留市のご当地グルメ。パスタ料理である。

## 概要
「山梨県都留市をはじめとする郡内地方は織物業が盛んで、現在ではファッションとのかかわりも深い。ファッションといえばイタリア。イタリア料理といえばパスタ」という理由からパスタを使ったご当地料理を開発しての地域活性化を都留市商工会が図った 。
都留市民を対象とした「都留風ニョッキアイデアレシピコンテスト」を開催し、水かけ菜、梅、ワサビといった都留市の資源を利用したニョッキ料理のレシピを公募した。応募された16のレシピから6つが優秀賞に選定され、「都留パスタ（ニョッキ）10箇条」が制定された。続いて「Tsuru de Pastaの仲間たち」を合言葉に取扱店を募集し、14店が応じた。「Tsuru de Pasta」とはツール・ド・フランスのもじりであり、「都留市でパスタ（都留ニョッキ）を食べ歩こう」の意である。都留市商工会では併せて、普及用ポスター、パンフレットの作成配布、ロゴマークの発案、統一フラッグの制作し、取扱店に掲げるといった販促活動も行っている。
こういった活動は、山梨県内のマスコミに取り上げられ、大手旅行月刊誌にも掲載されるなどして、大きなPRとなった。ただし、これによって県内外からの問い合わせの急増や、来店者の急増に店のほうの対応が追い付かず、サービスの質の低下を招いたケースもある。
2009年春には、都留市内の小学校、中学校の給食としても提供された。

## 都留パスタ（ニョッキ）10箇条
本節の出典。
1. 基本メニューを参考にする。
2. レシピの中の「都留風こだわり」は大切にする。
3. メニューのアレンジ・「都留風こだわり」の追加は店にゆだねる。
4. ニョッキはジャガイモ、カボチャをベースとする。
5. ニョッキの形状は、店の工夫にゆだねる。
6. トッピングにも水かけ菜・地元産の野菜など工夫をこらす。
7. 地元産織物のランチョンマット等の使用にこだわりを持つ努力をする。
8. 価格の設定は、店にゆだねる。
9. 新たな特産品として、皆で育ててゆく共同意識をもつ。
10. 街おこしの観点から、都留市商工会特産品開発委員会の統一提案がなされた時は、可能な限り対応する。

### 基本メニュー
本節の出典。
| 料理名                       | 都留風こだわり                     |
| ---------------------------- | ---------------------------------- |
| ス－プdeニョッキ             | お茶壷道中抹茶、カボチャ、ニンジン |
| スモ－クトラウトのニョッキ   | 水かけ菜、スモ－クトラウト         |
| つるりんこニョッキ味噌ソ－ス | 地味噌                             |
| ニョッキぜんざい             | 和風                               |
| ポト風ニョッキ               | お茶壷道中抹茶、地味噌、ゴマ       |
| つるっとニョッキ             | 梅、キュウリ、ダイコン             |

## 賞歴
- 2008年8月 - キリンビール主催「山梨の肴」コンテスト ベスト10入賞[2]
- 2009年6月 - 第11回 食のやまなし料理コンテスト 郷土料理部門 「全日本調理技能士会連合会長賞」受賞[2]